# Parc urbain de Villeneuve-d'Ascq
Le parc urbain est l'un des parcs de la ville de Villeneuve-d'Ascq, d'une superficie de 45 ha y compris la parcelle du « parc urbain d'Annapes » inscrit depuis 2000 à l'Inventaire supplémentaire des Monuments historiques.

## Description
Le parc urbain, est situé au centre de la ville de Villeneuve-d'Ascq (entre les quartiers du Château, de Brigode et de la Cousinerie), entre les moulins, le musée d'Art moderne et le parc du Héron. Il abrite les lacs Saint Jean, de Canteleu et de Quiquempois (près de la motte féodale Quiquempois) qui font partie de la chaine des lacs avec le lac du château, le lac des Espagnols en amont, le lac du Héron en aval. Ces plans d'eau englobent un affluent de la Marque, le « courant de Maître David » qui prenait sa source en amont du lac du Château (à un emplacement compris entre les actuelles rues rues Louise Michele et Alexandre Deroy) et constituent des réserves pluviales dont le trop-plein se déverse dans la Marque en aval du lac du Héron en évitant cependant les risques de crue. Il comprend de nombreux espaces verts. Le lac Saint Jean abrite un grand jet d'eau visible du Boulevard du Breucq.
Le parc a été aménagé par le paysagiste Jean Challet.

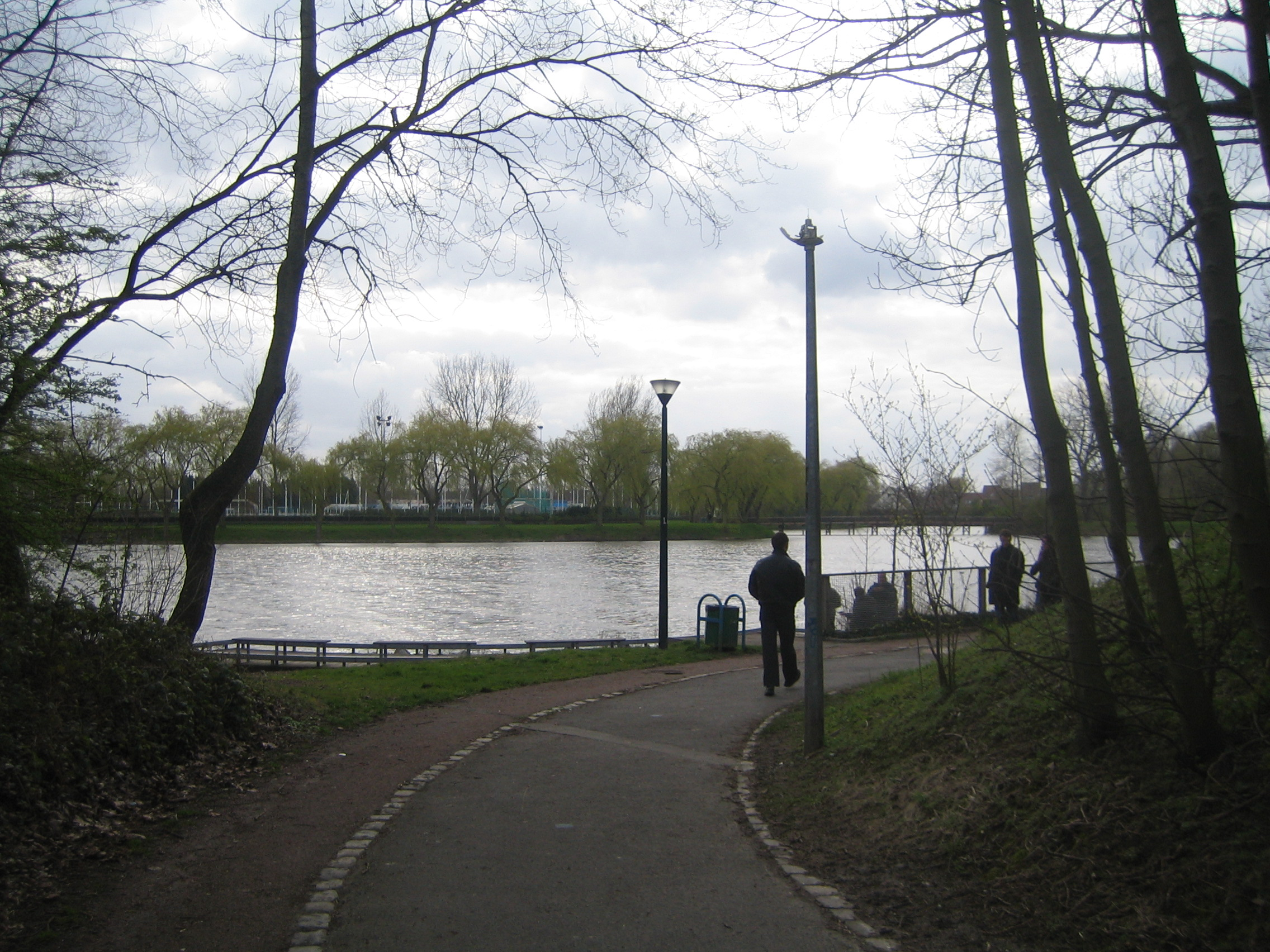
Vue du parc urbain.
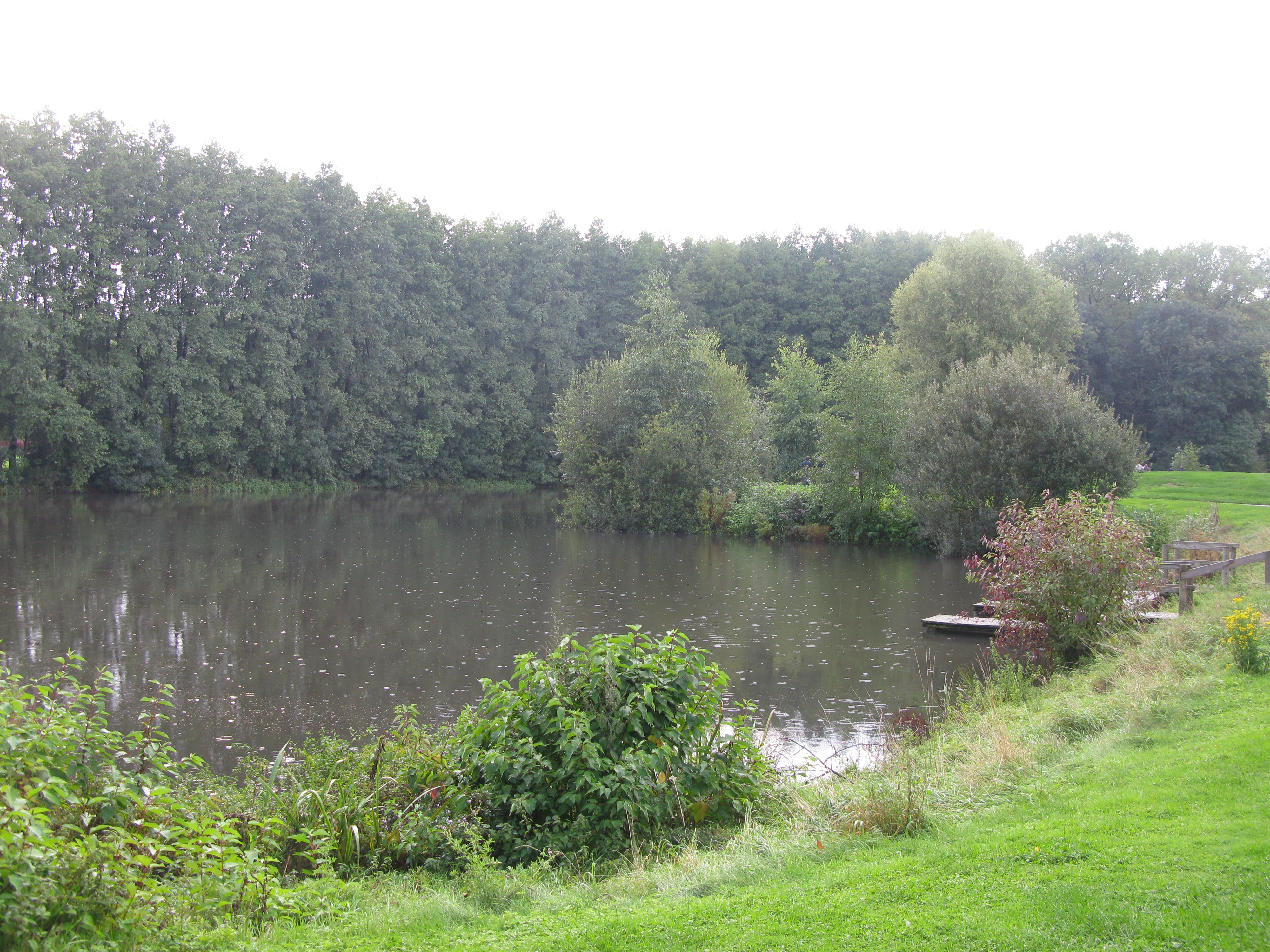
Lac de Canteleu.

## Histoire
Le parc est aménagé à partir de 1972 par l'Établissement public d'aménagement de Lille-Est sur les terrains du bois d'Annappes qui appartenait jusqu'en 1969 au Comte de Montalembert et ceux de la plaine de Canteleu.
C'est dans le parc qu'était située la motte féodale de Quiquempois, où Gilbert de Bourghelles fit construire son manoir de Quiquempois vers 1200. Les seigneurs de Bourghelles-Quincampois étaient des barons du comté de Flandre.
En 1981, la commune décide d’assumer l’entretien du parc urbain.

## Loisirs
Le parc est un endroit de promenade apprécié pour les marcheurs et les cyclistes. De nombreuses personnes viennent s'y détendre le weekend, et les bords du lac sont un endroit privilégié pour bronzer ou lire.
On y trouve également une aire de jeux dans la plaine Saint-Jean, des manèges et un poney-club.
Le printemps et l'été, on peut faire du pédalo sur le lac de Canteleu.
La plaine Canteleu est un espace ouvert à de nombreuses manifestations notamment les feux d'artifice du 14 juillet, les montgolfiades de Lille, et la course de la Cervoise du parc du Héron 

## Faune
Le lac Saint Jean accueille de nombreuses oies.